# 似鯡青鱗魚
似鯡青鱗魚為輻鰭魚綱鲱形目鲱科的其中一種，分布於西大西洋區，從墨西哥灣至巴西北部海域，棲息深度可達50公尺，本魚體細長，體色銀色，背部墨綠色，鱗片不易脫落，在鰓蓋的邊緣有擴散黃色或淡橘色斑點，背鰭軟條15-21枚;臀鰭軟條12-23枚，體長可達18公分，棲息在沿海海域，能夠忍受低鹽度水域，成群活動，可做為食用魚。

## 擴展閱讀
維基物種上的相關：似鯡青鱗魚